# 比什努布尔县
比什努布尔縣（Bishnupur district）是印度東北部曼尼普爾邦的一個縣，面積496平方公里，2011年人口240,363，人口密度每平方公里485人，識字率為76.35%。

## 外部連結
- Bishnupur district website （页面存档备份，存于）